# Alan de la Zouche († 1270)
Alan de la Zouche (auch Zouch) (* 1203; † 10. August 1270) war ein englischer Militär und Adliger. Er gehörte zu den engsten Vertrauten von König Heinrich III.

## Leben

### Aufstieg als Gefolgsmann des Königs
Alan de la Zouche entstammte der Familie Zouche. Sein Großvater Alan de la Zouche war in den 1170er Jahren von der Bretagne nach England übergesiedelt. Alan war der älteste Sohn von dessen Sohn Roger de la Zouche und hatte nach dessen Tod 1238 Güter in Shropshire, Leicestershire und Devon geerbt. Sein jüngerer Bruder Eudo erwarb später durch Heirat Güter in Northamptonshire, wo er eine Nebenlinie der Familie begründete. Alan de la Zouche trat in den Dienst von König Heinrich III. 1242 gehörte er zu den Rittern, die den Piraten William de Marisco auf der Insel Lundy gefangen nahmen. Anschließend diente er bis 1243 während des Saintonge-Kriegs in der Gascogne. 1250 wurde er zum Richter für Perfeddwlad, den zur Grafschaft Chester gehörenden Gebieten in Nordostwales ernannt. Für dieses Amt bezahlte er eine Gebühr in Höhe von 1000 Mark, womit er vermutlich den bisherigen Amtsinhaber überbot. Den Reichtum, den er durch sein Amt erwarb, stellte er offen zur Schau, dazu prahlte er, dass nun ganz Wales unterworfen sei. Seine selbstherrliche und unsensible Amtsausübung führte jedoch 1252 zu einer Überprüfung seiner Arbeit durch eine aus zwei königliche Beamten und zwei Walisern gebildete Kommission, die die Beschwerden gegen ihn untersuchen sollten. Da die Kommission kein Fehlverhalten von ihm feststellte, verstärkte dies den Widerstand der walisischen Bevölkerung gegen die englische Herrschaft. 1256 revoltierten die Waliser, worauf es erneut zu einem Englisch-Walisischen Krieg kam, in dem Perfeddwlad rasch durch den walisischen Fürsten Llywelyn ap Gruffydd erobert wurde. Zouche war zuvor in den Dienst des Thronfolgers Eduard getreten, dem sein Vater 1254 den königlichen Besitz in Wales, Irland und Chester übertragen hatte. Von Juni 1256 bis Oktober 1258 diente Zouche als dessen Justiciar of Ireland.

### Rolle während des Kriegs der Barone
Als es 1258 zu einem Machtkampf zwischen dem König und einer Adelsopposition unter Simon de Montfort, 6. Earl of Leicester kam, hatte Zouche die Möglichkeit, seine Loyalität gegenüber dem König zu beweisen. Er diente von Oktober 1261 bis Januar 1263 mehrfach als Steward of the royal household, zum Dank erhielt er einträgliche Ämter wie von 1261 bis 1264 das des Sheriffs von Northamptonshire, ab Juni 1261 das des Forstrichters südlich des Trent, von 1261 bis 1264 war er Constable von Rockingham Castle und von 1261 bis 1263 Constable von Northampton Castle. Zouches Erfahrungen in Wales bewogen den König, ihm im Krieg gegen Llywelyn ap Gruffydd im Dezember 1262 mit der Verteidigung der Welsh Marches gegen Llywelyn ap Gruffydd zu betrauen. Am 12. Dezember 1263 bestimmte der König ihn als einen der Barone, die er mit der Umsetzung des erwarteten Schiedsspruchs des französischen Königs Ludwig IX., des Mise of Amiens, beauftragte, und am 24. Dezember 1263 ernannte ihn der König zum königlichen Kommandanten für Devon, Somerset und Dorset. Während des Zweiten Kriegs der Barone musste sich Zouche am 14. Mai 1264 in der Schlacht von Lewes ergeben, flüchtete aber dann in das Kloster Lewes, wo er sich als Mönch verkleidete. Er wurde jedoch erkannt und eingekerkert. Nach dem Sieg der königlichen Partei in der Schlacht von Evesham am 4. August 1265 spielte er eine wichtige Rolle bei der Befriedung des Reiches. Er gehörte zu den zwölf Vermittlern, die 1266 die Bedingungen für die Übergabe von Kenilworth Castle aushandelten und diente als Richter, um die Einwände der sogenannten Enterbten, den verbliebenen Rebellen, anzuhören. Der König belohnte ihn mit wertvollen Geschenken und übertrug ihm von Juni 1267 bis April 1268 die einträglichen Ämter des Aufsehers von London, womit er die Aufgaben des Mayors übernahm, sowie das des Constable of the Tower.

### Tod
1270 kam es zu einem Streit zwischen Zouche und John de Warenne, 6. Earl of Surrey, wahrscheinlich um die Güter von Ashby und Chadstone in Northamptonshire. Deren Besitzer David Ashby war als Unterstützer der Rebellen nach dem Sieg des Königs enteignet worden. Die Güter waren Zouche zugesprochen worden, doch Warenne beanspruchte als Vormund für Ashbys Enkelin ebenfalls die Güter. Am 1. Juli 1270 kam es in Westminster Hall zu einer Auseinandersetzung zwischen Warenne und Zouche, bei der Warenne und seine Begleiter Zouche tätlich angriffen. Sie verwundeten ihn so schwer, dass er einige Wochen später an seinen Verletzungen starb. Warenne musste öffentlich seine Reue über diesen Angriff bekunden und bot dem König eine Strafzahlung von 10.000 Mark an.

### Heirat und Erbe
Zouche hatte vor 1242 Helen de Quincy († 1296), eine der Töchter und Miterbinnen von Roger de Quincy, 2. Earl of Winchester geheiratet. Nach dem Tod seines Schwiegervaters hatte er sich 1267 einen Teil des Erbes sichern können, zu dem neben Besitzungen in England auch Ländereien im südwestschottischen Galloway gehörten. Zouche hatte sowohl die Tempelritter wie auch die Zisterzienserabtei Buildwas in Shropshire mit Stiftungen unterstützt. Sein Erbe wurde sein Sohn Roger la Zouche († 1285).